# Laurent Demany
Pour les articles homonymes, voir Demany.
 (septembre 2022).
La mise en forme du texte ne suit pas les recommandations de Wikipédia : il faut le « wikifier ».
Les points d'amélioration suivants sont les cas les plus fréquents. Le détail des points à revoir est peut-être précisé sur la page de discussion.
- Les titres sont pré-formatés par le logiciel. Ils ne sont ni en capitales, ni en gras.
- Le texte ne doit pas être écrit en capitales (les noms de famille non plus), ni en gras, ni en italique, ni en « petit »…
- Le gras n'est utilisé que pour surligner le titre de l'article dans l'introduction, une seule fois.
- L'italique est rarement utilisé : mots en langue étrangère, titres d'œuvres, noms de bateaux, etc.
- Les citations ne sont pas en italique mais en corps de texte normal. Elles sont entourées par des guillemets français : « et ».
- Les listes à puces sont à éviter, des paragraphes rédigés étant largement préférés. Les tableaux sont à réserver à la présentation de données structurées (résultats, etc.).
- Les appels de note de bas de page (petits chiffres en exposant, introduits par l'outil «  Source ») sont à placer entre la fin de phrase et le point final[comme ça].
- Les liens internes (vers d'autres articles de Wikipédia) sont à choisir avec parcimonie. Créez des liens vers des articles approfondissant le sujet. Les termes génériques sans rapport avec le sujet sont à éviter, ainsi que les répétitions de liens vers un même terme.
- Les liens externes sont à placer uniquement dans une section « Liens externes », à la fin de l'article. Ces liens sont à choisir avec parcimonie suivant les règles définies. Si un lien sert de source à l'article, son insertion dans le texte est à faire par les notes de bas de page.
- La présentation des références doit suivre les conventions bibliographiques. Il est recommandé d'utiliser les modèles {{Ouvrage}}, {{Chapitre}}, {{Article}}, {{Lien web}} et/ou {{Bibliographie}}. Le mode d'édition visuel peut mettre en forme automatiquement les références.
- Insérer une infobox (cadre d'informations à droite) n'est pas obligatoire pour parachever la mise en page.

Pour une aide détaillée, merci de consulter Aide:Wikification.
Si vous pensez que ces points ont été résolus, vous pouvez retirer ce bandeau et améliorer la mise en forme d'un autre article.
Laurent Demany est un architecte belge né en 1827 et décédé en 1898. Il est le père de l'architecte Paul Demany, ayant notamment été chargé de la décoration du pont de Fragnée à Liège. 
Laurent Demany possède une œuvre considérable en Région liégeoise. Il est notamment reconnu pour sa réalisation du Conservatoire royal de Liège (1886), de l'hôpital de Bavière (1895), de la façade du Bâtiment central de l'université de Liège et de l'Institut de Chimie de la même institution (1892).

## Œuvre architecturale
Différentes réalisations lui sont attribuées : 
- La construction du château de Jeneret (démoli en 1980), entre 1858 et 1860[1].
- La restauration du bâtiment de la Société Littéraire de Liège (1787), à la suite d'un incendie en 1859[2].
- Le Trianon-Pavillon de Flore (Liège) en 1865[3], remanié en 1885 par Paul Castermans.
- La reconstruction de l'église Saint-Rémy à Ans, en 1878[4].
- Le Conservatoire royal de Liège en 1886, succédant alors à Louis Boonen[5].
- La maison de style néo-Renaissance au numéro 40 de la Rue du Jardin Botanique à Liège, en 1888[6].
- Les maisons de style néo-Renaissance des numéros 166, 168 et 170 sur le Boulevard d'Avroy à Liège, en 1889[7].
- La façade néo-classique du Bâtiment central de l'université de Liège (accueillant à l'origine la faculté de droit) et l'ancien Institut de Chimie situé dans sa continuité, en 1892[8].
- L'hôpital de Bavière à Liège[9], inauguré en 1895, ainsi que la Chapelle Saint-Augustin qui y est reliée.
- L'ancienne banque Nagelmackers à Liège, construite dans le dernier quart du XIX[10].
- Une intervention sur le Château de Seraing-le-Château[réf. souhaitée].